# 대굴산
대굴산(大窟山)은 황해북도 신계군의 북쪽에서 감적산·춘광산 등과 함께 멸악산맥(滅惡山脈)에 딸려 있는 산이다. 높이는 434m이다.
홍적세(洪積世)에 현무암이 분출하여 형성되었다.